# Flor Koninckx
 (avril 2018).
Flor Koninckx, né le 22 juin 1952 à Tirlemont est un homme politique belge flamand, membre du Sp.a.
Il est licencié en criminologie (RUG) et ancien commissaire de la police fédérale.

## Fonctions politiques
- président du CPAS à Diest (2007-)
- échevin à Diest (2007-)
- sénateur de communauté (2004-2007)
- député au Parlement flamand:
  - depuis le 22 juillet 2004  au 7 juin 2009 (en remplacement du ministre Frank Vandenbroucke)